# Біла троянда безсмертя
«Біла троянда безсмертя» (груз. «უკვდავების თეთრი ვარდი») — радянський художній фільм 1985 року, казка, створена на кіностудії «Грузія-фільм». Зняла фільм режисер Нана Мчедлідзе за своїм же сценарієм, написаним за мотивами грузинських народних казок.

## Сюжет
Фільм розповідає історію однієї закоханої пари — молодої селянської дівчини Теони і сільського пастуха хлопця Мзечабукі. Але на шляху до щастя їх очікують різні випробування. Теона і Мзечабук справляються з усіма випробуваннями і поєднують свої долі в щасливому любовному союзі.

## У ролях
- Ека Вібліані — Теона, селянська дівчина (роль дублювала Євгенія Сабельникова)
- Мамука Кадагішвілі — Мзечабук, пастух (роль дублював Олександр Рижков)
- Ніно Какабадзе — Марженка, дочка Князя (роль дублювала Наталія Гурзо)
- Нана Квателадзе — Принцеса, примхлива царева дочка (роль дублювала Ольга Токарєва)
- Лео Антадзе — Названий батько (роль дублював Валентин Брилєєв)
- Зейнаб Боцвадзе — Названа мати (роль дублювала Лариса Даниліна)
- Картлос Марадішвілі — Князь (роль дублює Юрій Мартинов)
- Григорій Цитайшвілі — Цар (роль дублює Олег Голубицький)
- Іване Сакварелідзе — Старий (роль дублює Констянтин Тиртов)
- Кахі Кавсадзе — Водяний (роль дублює Артем Карапетян)
- Руслан Мікаберідзе — Чудовисько (роль дублює Олексій Панькин)
- Аміран Бежашвілі — епізод
- Володимир Брегвадзе — епізод
- Аміран Буадзе — епізод
- Юрій Васадзе — придворний князя
- Гела Гіоргадзе — епізод
- Бондо Гогінава — один з дев'яти братів
- Віталій Дараселія — епізод
- Георгій Дарчіашвілі — епізод
- Гія Дзнеладзе — епізод
- Жужуна Дугладзе — епізод
- Бадрі Какабадзе — епізод
- Отар Мачитадзе — епізод
- Тато Мелікішвілі — епізод
- Реваз Ніколаїшвілі — епізод
- Георгій Піпінашвілі — епізод
- Важа Пірцхалаїшвілі — один з дев'яти братів
- Нугзар Рухадзе — епізод
- Шота Схіртладзе — один з дев'яти братів
- Джемал Талабадзе — епізод
- Отар Гунцадзе — придворний князя
- Мамука Кікалейшвілі — придворний царя
- Нодар Сохадзе — придворний царя
- Володимир Читішвілі — ремісник

## Знімальна група
- Автор сценарію: Нана Мчедлідзе
- Режисер: Нана Мчедлідзе
- Оператор: Лері Мачаїдзе
- Композитор: Йосип Барданашвілі
- Текст пісень: Моріс Поцхішвілі
- Художники-постановники: Васо Арабідзе, Малхаз Деканоїдзе
- Звукорежисер: Михайло Кілосанідзе, Тамара Бурдулі